# Ingenheim
Ingenheim ist eine französische Gemeinde mit 359 Einwohnern (Stand 1. Januar 2021) im Département Bas-Rhin in der Region Grand Est (bis 2015 Elsass). Am 1. Januar 2015 wechselte die Gemeinde vom Arrondissement Strasbourg-Campagne zum Arrondissement Saverne. Sie gehört zum Kanton Bouxwiller und zum Gemeindeverband Pays de la Zorn.

## Geschichte

### Mittelalter
739 hieß der Ort „Ingenhaim“. Namensgebend war der germanische, männliche Vorname „Ingo“.
Vor 1272 war Ingenheim durch den Bischof von Straßburg an die Herren von Lichtenberg verpfändet. Das Pfand wurde aber wieder eingelöst. Das Dorf Ingenheim wurde dann ein Lehen des Bischofs von Straßburg an die Herren von Lichtenberg, nachdem sie es 1352 Eberhard von Greifenstein abgekauft hatten. Es gehörte in der Herrschaft Lichtenberg zum Amt Ingweiler.
Nach dem Tod des letzten Lichtenbergers, Graf Jakob, wurde die Herrschaft geteilt und das Amt Ingweiler fiel zunächst an Zweibrücken-Bitsch. Allerdings kam es 1570 zu einem weiteren Erbfall, der das Amt Ingweiler – und damit auch Ingweiler – nun zur Grafschaft Hanau-Lichtenberg brachte.

### Neuzeit
Die Grafen von Hanau-Lichtenberg führten ab der Mitte des 16. Jahrhunderts die Reformation in ihrer Grafschaft ein, die nun lutherisch wurde.
Durch die Reunionspolitik Frankreichs fielen um 1680 die im Elsass gelegenen Teile der Grafschaft Hanau-Lichtenberg unter die Oberhoheit Frankreichs, so auch das Amt Ingweiler mit Ingenheim.
1736 starb mit Graf Johann Reinhard III. der letzte männliche Vertreter des Hauses Hanau. Aufgrund der Ehe seiner einzigen Tochter, Charlotte (* 1700; † 1726), mit dem Erbprinzen Ludwig (VIII.) (* 1691; † 1768) von Hessen-Darmstadt fiel die Grafschaft Hanau-Lichtenberg nach dort. Als Folge der Französischen Revolution fiel dann der linksrheinische Teil der Grafschaft Hanau-Lichtenberg – und damit auch Ingenheim – an Frankreich.

### Bevölkerungsentwicklung
| 1798 | 1962 | 1968 | 1975 | 1982 | 1990 | 1999 | 2006 | 2012 | 2020 |
| ---- | ---- | ---- | ---- | ---- | ---- | ---- | ---- | ---- | ---- |
| 279  | 335  | 307  | 304  | 302  | 296  | 301  | 360  | 326  | 343  |

## Sehenswürdigkeiten
- Lutherische Kirche Saint-Ulrich aus dem Jahr 1911

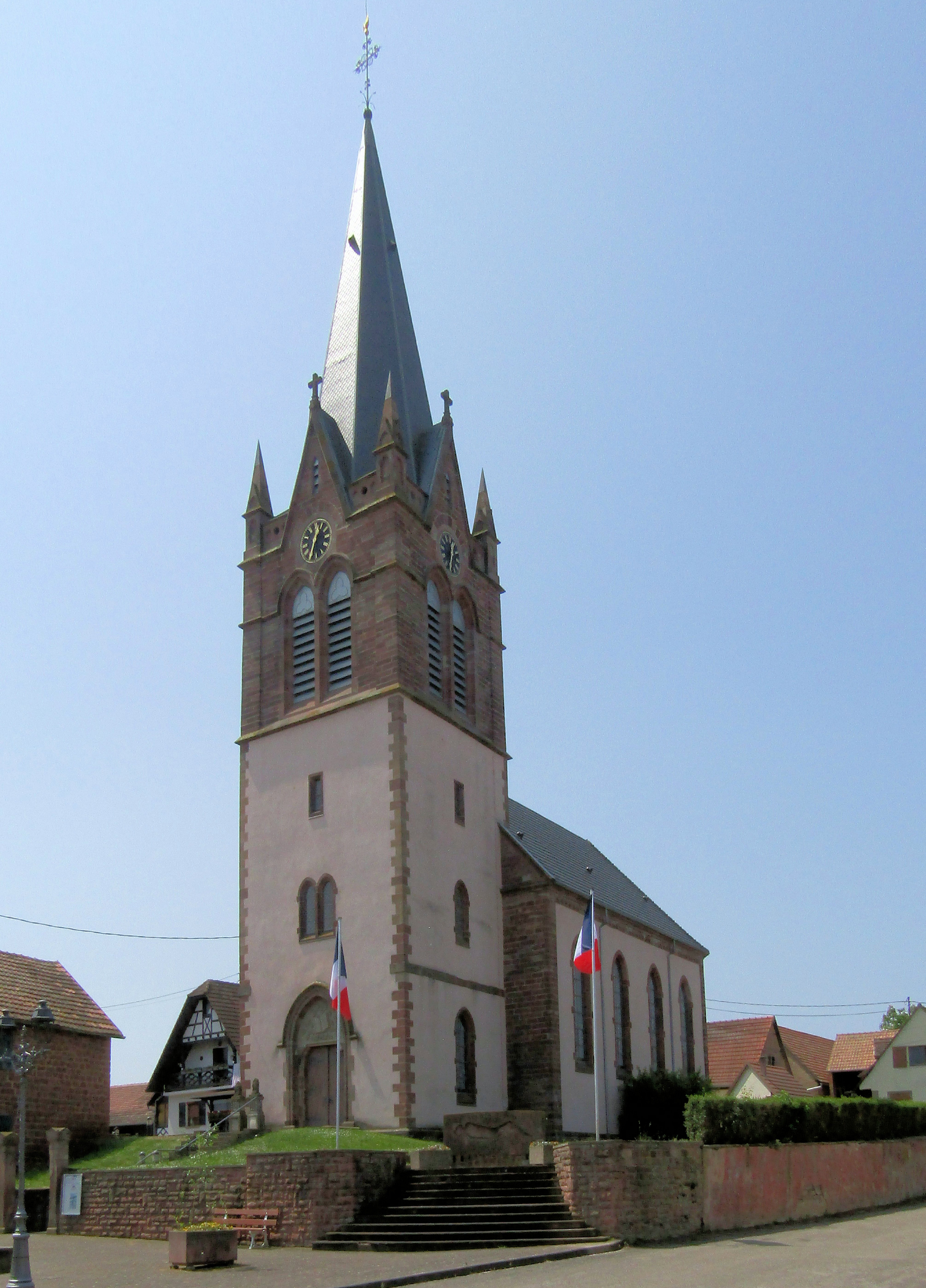
Kirche Saint-Ulrich
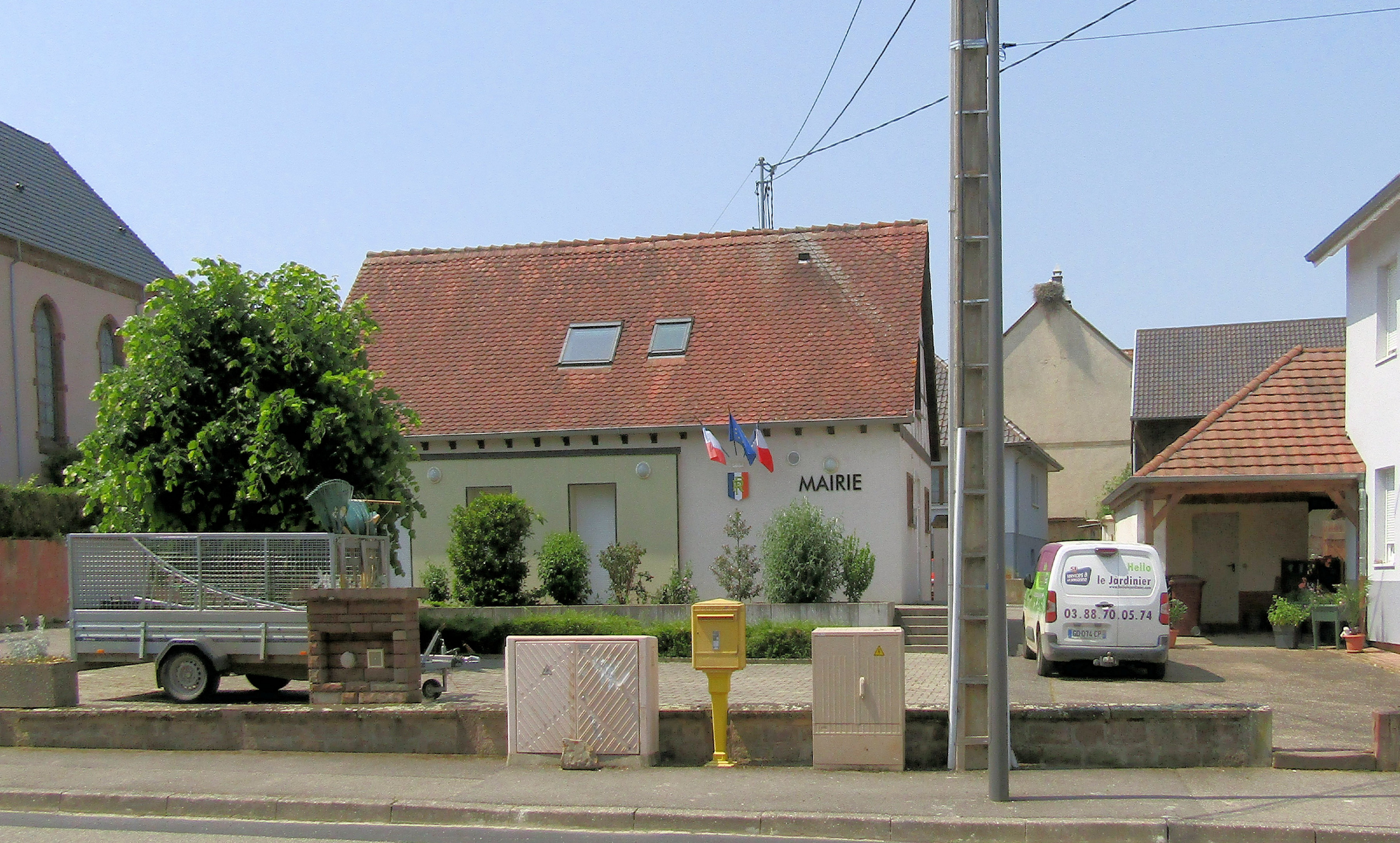
Rathaus